# Districte de Balrampur
El districte de Balrampur és una divisió administrativa d'Uttar Pradesh a l'Índia, divisió de Devipatan, amb capital a Balrampur (ciutat).
La superfície és de 3.457 km² i la població (cens del 2001) d'1.684.567 habitants. El riu principal és el Rapti. Administrativament està format per tres tehsils: Balrampur, Tulsipur i Utraula.
Antigament fou el principat rajput de Balrampur, fundat al final del segle xv per Balram Das (del que va agafar el nom), i que fou de fet independent fins al segle xix quan va quedar dominat per Oudh passant el 1856 als britànics. El raja fou lleial durant el motí del 1857 i el 1858 fou premiat amb alguns territoris confiscats al raja de Gonda. El 1948 va quedar fusionat a la taluka d'Utraula però l'1 de juliol de 1953 aquesta taluka es va dividir en les d'Utraula i de Balrampur. El 25 de maig de 1997 es va formar el districte de Balrampur amb els tehsils del nord del districte de Gonda (Balrampur, Utraula i Tulsipur).